# Murasame (1935)
Pour les articles homonymes, voir Murasame.
Le Murasame (村雨) était un destroyer de classe Shiratsuyu en service dans la Marine impériale japonaise pendant la Seconde Guerre mondiale.

## Historique
Au moment de l'attaque sur Pearl Harbor, le Murasame rejoint la 2e division de destroyers de la 4e escadre de destroyers de la 2e flotte. Il quitte le district de garde de Mako participant à l'opération "M" durant l'invasion des Philippines. Le 26 décembre, il entre en collision avec le dragueur de mines W-20 au large de Kaohsiung (Taïwan), subissant des dommages mineurs. À partir de janvier 1942, le Murasame participe aux invasions des Indes orientales néerlandaises, de Tarakan, Balikpapan et de l'est de Java. Au cours de la bataille de la mer de Java, il engage un groupe de destroyers Alliés. En mars et avril, il est basé dans la baie de Subic, à partir duquel il assiste à l'invasion de Cebu et au blocus de la baie de Manille, aux Philippines. En mai, il retourne à l'arsenal naval de Yokosuka pour des réparations.
Au cours de la bataille de Midway sur 4 au 6 juin, le Murasame fait partie de la force d'occupation de Midway, commandé par l'Amiral Nobutake Kondô. Au cours de la bataille des Salomon orientales le 24 août, il fait partie de l'escorte du cuirassé Mutsu et durant le mois de septembre, il escorte le transport d'hydravions Kunikawa Maru.
En octobre, il participe à deux "Tokyo Express" à Guadalcanal, où il est légèrement endommagé par un bombardement aérien le 5 octobre. Le même mois, il mène neuf autres « Tokyo Express » à Guadalcanal. Le 25 octobre 1942, il secourt des hommes du Yura, fortement endommagé par des attaques aériennes. Le lendemain, il est présent à la bataille des îles Santa Cruz, sous le commandement l'Amiral de Takeo Kurita.
Au cours de la première bataille navale de Guadalcanal dans la nuit du 12 au 13 novembre 1942, le Murasame participe au naufrage du destroyer USS Monssen, endommage le croiseur USS Helena, et torpille peut-être le croiseur USS Juneau. Au cours de la bataille, il est également touché par un obus dans une de ses chaudières, retournant à Truk pour des réparations. Il patrouille depuis Truk jusqu'à la fin de l'année, puis retourne à Yokosuka en vue de nouvelles réparations à la mi-janvier 1943.
En février 1943, le Murasame retourne à Truk en escortant le porte-avions Chūyō, puis mène des opérations de transport entre Rabaul et Kolombangara. Dans la nuit du 4 mars, le Murasame et le Minegumo sont soupçonnés d'avoir coulé le sous-marin USS Grampus. Cependant, cette même nuit, ils sont détectés par les radars des navires américains dans le golfe de Kula, après avoir livré la cargaison. Au cours de l'action qui s'ensuivit, connue sous le nom de bataille du détroit de Blackett, les deux navires sont envoyés par le fond. Le Murasame est coulé par des torpilles tirées du destroyer USS Waller et du croiseur léger USS Denver, à la position 8° 03′ S, 157° 13′ E. 128 des 181 membres d'équipage décèdent dans cette attaque.
Il est rayé des listes de la marine le 1er avril 1943.
Un monument commémoratif en l'honneur de l'équipage du Murasame est érigé au Kannonzaki, à Yokosuka, au Japon.